# Федчук Андрій Васильович
Андрій Васильович Федчук (12 січня 1980, Коломия, Івано-Франківська область — 15 листопада 2009, Коломия) — український боксер, бронзовий призер XXVI літніх Олімпійських ігор у Сіднеї, бронзовий призер чемпіонату світу серед юніорів та бронзовий призер чемпіонату Європи 2004 року, учасник XXVII літніх Олімпійських ігор у Афінах. Заслужений майстер спорту України з боксу. Депутат Коломийської міської ради, «Почесний громадянин міста Коломия» (посмертно).

## Життєпис
Андрій Федчук народився 12 січня 1980 року у місті Коломия (Івано-Франківська область, Українська РСР). 
Навчався у ЗОШ №6 м. Коломиї, Політехнічному коледжі, Прикарпатському державному університеті ім. В.Стефаника. 
З юних років був задіяний до спортивного життя. У 1990 році почав займатися спортивним веслуванням, де встиг досягти гарних результатів. З 1992 по 1994 рік займався гандболом у ДЮСШ №2 міста Коломиї. 

### Спортивна кар'єра
У 1994 році прийшов у зал боксу, де стрімко розпочав свою спортивну кар'єру. Андрій Федчук тренувався в спортивному товаристві «Динамо» в Коломиї.
1996 року Андрій Федчук у складі збірної команди України бере участь у чемпіонаті Європи, який відбувався в Англії, і посідає заслужене 5-те місце. 
У 1998 році у складі збірної команди України їде на чемпіонат світу серед юніорів, де посідає 3-тє місце, і тим самим приносить бронзову медаль у скарбницю збірної України. 
1999 року Андрій Федчук перейшов з юніорського боксу в дорослий. На чемпіонаті світу 1999 в категорії до 75 кг переміг двох суперників, а у чвертьфіналі програв Адріану Д'якону (Румунія). 2000 року пройшов кваліфікацію на сіднейську Олімпіаду в категорії до 81 кг, здобувши перемогу на Міжнародному турнірі групи «А» (Німеччина). 
На Олімпіаді у напівважкій вазі виборов бронзову олімпійську медаль.
- В 1/16 фіналу переміг Азізе Рагіг (Марокко) — RSC
- В 1/8 фіналу переміг Чарльза Адаму (Гана) — 13-5
- У чвертьфіналі переміг Гурчарана Сінґха (Індія) — 12(+)-12
- У півфіналі програв Рудольфу Край (Чехія) — 7-11

6 жовтня 2000 року за досягнення вагомих спортивних результатів на XXVII літніх Олімпійських іграх в Сіднеї нагороджений орденом «За мужність» III ст.
На чемпіонаті світу 2003 переміг двох суперників, а у чвертьфіналі програв Алекси Куземському (Польща).
На чемпіонаті Європи 2004 Андрій Федчук посів 3-тє місце і тим самим забезпечив собі вдруге участь на Олімпійських іграх.
- В 1/16 фіналу переміг Марко Пековніка (Словаччина) — RSCO 2
- В 1/8 фіналу переміг Геліаса Павлідіса (Греція) — 20-12
- У чвертьфіналі переміг Артака Малумяна (Вірменія) — 37-23
- У півфіналі програв Марьо Шиволія (Хорватія) — 16-30

В Афінах на Олімпіаді у першому бою переміг Джитендера Кумара (Індія) — RSC, а у другому програв Лей Юпінг (Китай) — 9-17.
На чемпіонаті світу 2005 Андрій Федчук програв у першому ж бою у 1/16 фіналу. 

## Загибель
15 листопада 2009 Андрій Федчук святкував в компанії день народження свого тренера. Повертаючись до дому, втратив контроль над своїм автомобілем «Лексус» і врізався в стіну у селі Стопчатів біля Коломиї. Федчук, його тренер Іван Данилишин та син тренера Олексій, були важко поранені та доставлені у Центральну лікарню м. Косів, де Федчук помер від отриманих травм. 
18 листопада 2009 року Андрій Федчук був похований у Коломиї на цвинтарі по вулиці Карпатській. 

## Вшанування пам'яті
17 листопада 2009 року Коломийська міська рада присвоїти назву вулиці у районі вул. Карпатська — вул. Запорізька — вулиця Андрія Федчука.
29 вересня 2013 року в Коломиї біля фізкультурно-спортивного комплексу «Локомотив» відкрили пам'ятник заслуженому майстру спорту України Андрієві Федчуку.